# Veni, vidi, vici
Pour les articles homonymes, voir Veni, vidi, vici (homonymie).
Veni, vidi, vici (prononcée [ˈweːniː ˈwiːdiː ˈwiːkiː] en latin classique ou [ˈveni ˈvidi ˈvitʃi] en latin ecclésiastique) est une célèbre expression employée par Jules César en 47 av. J-C. Elle peut être traduite en français par « je suis venu, j'ai vu, j'ai vaincu ».
Par son laconisme typiquement latin, cette phrase devint célèbre pour désigner tout succès rapide et éclatant.

## Historique
D'après Plutarque, cette phrase laconique est extraite d'un courrier que César envoya à Amintius, un de ses amis de Rome, après sa victoire rapide et inespérée, près de Zéla, en Asie mineure en -47, sur Pharnace II, roi du Pont, qu'il détrôna en un laps de temps très court. Suétone donne une version différente, mais non contradictoire : cette phrase aurait été affichée sur l'un des panneaux portés lors du triomphe de César à Rome, pour décrire selon l'usage sa campagne du Pont. Pour l'auteur grec Plutarque, ces trois mots ont une sonorité toute particulière en latin :
« En latin, ces trois mots terminés de même ont une grâce et une brièveté qui disparaissent dans une autre langue. »
Cette boutade avait un double effet. Elle désignait à la fois le prestige de cette victoire et les prouesses militaires accomplies par un César alors en pleine guerre civile.
Vēnī, vīdī, et vīcī sont les premières personnes du parfait (équivalent du passé simple ou du passé composé ou du passé antérieur) des trois verbes latins veniō, venīre ; videō, vidēre, et vincō, vincere.

## Dans la culture
Veni, vidi, vici est reprise comme titre de plusieurs chansons ou albums ou simplement citée dans quelques œuvres musicales. Mais elle est aussi souvent détournée de son sens, notamment en remplaçant un des verbes par un autre. La célèbre phrase est également une devise commerciale (utilisé par Philip Morris pour les cigarettes Marlboro).
Veni, vidi, vici est également le titre du film autrichien réalisé par Daniel Hoesl et Julia Niemann, sorti en 2024.

### Œuvres musicales
Veni, vidi, vici est aussi le nom :
- d'un album du rappeur américain Ja Rule ;
- d'un album du rappeur Lacrim.
- d'un single du groupe pop allemand Highland ;
- d'une chanson du rappeur français La Fouine ;
- d'une chanson du groupe américain de garage rock Black Lips ;
- d'une chanson écrite par Mylène Farmer pour la chanteuse française Alizée et extraite de l'album Gourmandises (2000) ;
- d'une chanson de la chanteuse américaine Madonna, extraite de l'album Rebel Heart.
- d'une chanson du groupe de métal Virgin Steele sur l'album Invictus.

La phrase est citée entre autres dans :
- la chanson L'hôte funeste de Kaaris ;
- la chanson CFA de S.Pri Noir et de Nekfeu ;
- l'album veni vidi vicious de The Hives ;
- la chanson VVV[4] de Booba en featuring avec Maes, un extrait de l'album Ultra ;
- un album de Lacrim.

## Détournements
La phrase Veni, vidi, vici est pastichée dans :
- un poème de Victor Hugo, intitulé « Veni, vidi, vixi » (« je suis venu, j'ai vu, j'ai vécu »), qui parle de la tristesse du poète après la mort de sa fille ;
- l'ouverture de l'opéra de Haendel Giulio Cesare in Egitto, où Cléopâtre dit à César : « Vous êtes venus, vous avez vu, vous m'avez conquise » ;
- la chanson These Foolish Things (Remind Me Of You) d'Eric Maschwitz et Jack Strachey (1936), où l'on peut entendre : « You came, you saw, you conquered me » (« Tu es venu, tu m'as vu, tu m'as conquis ») ;
- le deuxième album du groupe de rock The Hives, sous la forme : Veni Vidi Vicious (« Je suis venu, J'ai vu, Vicieux »).
- la chanson Si c'était le dernier de Diam's : « Je suis venue, j’ai vu, j’ai vaincu, puis j’ai fait marche arrière ».

La phrase Veni, vidi, vici est aussi souvent détournée, de façon humoristique, comme c'est le cas dans :
- le dessin-animé Winnie l'ourson, avec l'expression : « Je suis venu, j'ai scié, j'ai martelé » ;
- de nombreux albums d'Astérix, lorsqu'en fonction de la situation, César dit « Veni, vidi, et j'ai compris. », « Veni, vidi, et toujours pas vici » ou encore « Veni, vidi, et je n'en crois pas mes yeux ! », etc. ;
- le film Ghostbusters (en français SOS Fantômes) d'Ivan Reitman, où le personnage joué par Bill Murray, après la capture d'un spectre, déclare : « We came, we saw, we kicked its ass! » (« On est venu, on l'a vu, on lui a botté le cul ! » ou, dans la version doublée en français, « On est venu, on l'a vu et il l'a eu dans le cul ! ») ;
  - le jeu vidéo StarCraft II, lorsque les unités fantômes reprennent à leur compte l'expression « We came, we saw, we kicked its ass! », avec une référence intertextuelle à Ghostbusters ;
- la série québécoise Dans une galaxie près de chez vous, lorsque le capitaine Patenaude déclare : « Veni vidi vici, ce qui veut dire : m'a y aller, m'a checker, pis m'a vous rappeler. »
- un des albums d'Achille Talon du dessinateur Greg, lorsqu'une mésaventure capillaire du héros lui fait dire: « Je suis velu, j'ai vu, j'ai vaincu »,
- le film Veuve mais pas trop, lorsque le spectateur lit sur un lit la mention « Veni, veni, veni » (« je suis venu, je suis venu, je suis venu »), jouant alors sur le double sens anglais de I came (« je suis venu », mais aussi « j'ai joui »).
- « Veni, vidi, Vichy », que l'on disait en 1942 à propos du maréchal Pétain[réf. nécessaire] ;
- « Veni, vidi, vici : je suis venu nettoyer les cabinets », une citation de Pierre Desproges[5].

C'est aussi l'expression Veni, vidi, vici qui a inspiré l'épithète spécifique de Vini vidivici, une espèce disparue d'oiseaux du genre Vini.